# So Glad You Made It (nummer)
So Glad You Made It is een nummer van de Haagse rockband Kane uit 2001. Het is de eerste single van hun gelijknamige tweede studioalbum.
Mede dankzij de clip (MTV zendt een gecensureerde versie uit met alleen een half zoenende Dinand Woesthoff met figurant in beeld), werd "So Glad You Made It" een hit in Nederland. Op de B-kant van de single is het hitgevoelige "Rain Down on Me" te vinden. Een verkeerde keus, ontdekken de heren van Kane al snel. Het nummer wordt namelijk later, in 2002, als A-kant uitgebracht.
"So Glad You Made It" haalde de 4e positie in de Nederlandse Top 40.
Het nummer werd van 2002 t/m 2009 gebruikt als intromuziek voor het programma Achmea Kennisquiz J/M.